# Guram Mchedlidze
Guram Mchedlidze –en georgiano: გურამ მჭედლიძე– (Ochamchira, 12 de agosto de 1972) es un deportista georgiano que compitió en lucha libre. Ganó una medalla de bronce en el Campeonato Europeo de Lucha de 2000, en la categoría de 76 kg.

## Palmarés internacional
| Campeonato Europeo | Campeonato Europeo | Campeonato Europeo | Campeonato Europeo |
| Año                | Lugar              | Medalla            | Categoría          |
| ------------------ | ------------------ | ------------------ | ------------------ |
| 2000               | Budapest (Hungría) | Medalla de bronce  | 76 kg              |